# Nhóm ngôn ngữ Bod
Nhóm ngôn ngữ Bod hay ngữ chi Tạng (藏语支) được đặt tên theo tộc danh của người Tạng là Bod, là một nhóm được đề xuất bao gồm nhóm ngôn ngữ Tạng và một số ngôn ngữ thuộc ngữ hệ Hán-Tạng liên quan nói ở Tây Tạng, Bắc Ấn Độ, Nepal, Bhutan và Bắc Pakistan. Không có minh chứng rằng tất cả các ngôn ngữ này tạo thành một nhánh, đặc trưng bởi những đổi mới có chung.
Shafer (1955) đặt ra thuật ngữ "Bodish" và sử dụng nó cho hai cấp phân loại khác nhau, được gọi tại đây là "tổ Bod" (Bodish section) và "nhánh Bod" (Bodish branch):

| nhánh Bod | \| \| Bod Tây \| \| \| \| \| \| Bod Trung tâm \| \| \| \| \| \| Bod Nam \| \| \| \| \| \| Bod Đông \| \| \| \| |
|           | \| \| Bod Tây \| \| \| \| \| \| Bod Trung tâm \| \| \| \| \| \| Bod Nam \| \| \| \| \| \| Bod Đông \| \| \| \| |
|           | Gurung (Tamang)                                                                                                |
|           | |
|           | Tshangla |
|           | |
|           | Rgyalrong |
|           | |
|           | Bod Tây |
|           | |
|           | Bod Trung tâm                                                                                                  |
|           | |
|           | Bod Nam |
|           | |
|           | Bod Đông |
|           | |

|  | Bod Tây       |
|  |               |
|  | Bod Trung tâm |
|  |               |
|  | Bod Nam       |
|  |               |
|  | Bod Đông      |
|  |               |

Hiện tại, người ta thường chấp nhận rằng các ngôn ngữ mà Shafer đặt trong ba phân nhóm đầu tiên đều có nguồn gốc từ tiếng Tạng cổ, nên được kết hợp thành một phân nhóm (phân nhóm ngôn ngữ Tạng), với nhóm ngôn ngữ Bod Đông là nhóm chị em. Các phân loại gần đây hơn bỏ qua nhóm ngôn ngữ Rgyalrong, nay thường được coi là một nhánh riêng biệt trong ngữ hệ Hán-Tạng.
Bradley (1997) cũng định hình một "tổ Bod" theo nghĩa rộng, thêm các ngôn ngữ Tây Hymalaya, mà Shafer coi là chị-em của tổ Bod và kết quả là nó gần tương đương với nhóm "Tạng-Kanaur" trong các phân loại khác. Trong kiểu gộp nhóm này tổ Bod đích thực là một phân nhóm bao gồm hai nhánh, Tạng (Bod Trung tâm) và Bod Đông:

| tổ Bod đích thực | \| \| Bod Trung tâm (Tạng) \| \| \| \| \| \| Bod Đông (Bumthang) \| \| \| \| |
|                  | \| \| Bod Trung tâm (Tạng) \| \| \| \| \| \| Bod Đông (Bumthang) \| \| \| \| |
|                  | Bod Tây (Gurung)                                                             |
|                  |                                                                              |
|                  | Bod Trung tâm (Tạng)                                                         |
|                  |                                                                              |
|                  | Bod Đông (Bumthang)                                                          |
|                  |                                                                              |

|  | Bod Trung tâm (Tạng) |
|  |                      |
|  | Bod Đông (Bumthang)  |
|  |                      |

| tổ Bod đích thực | \| \| Bod Trung tâm (Tạng) \| \| \| \| \| \| Bod Đông (Bumthang) \| \| \| \| |
|                  | \| \| Bod Trung tâm (Tạng) \| \| \| \| \| \| Bod Đông (Bumthang) \| \| \| \| |
|                  | Bod Tây (Gurung)                                                             |
|                  |                                                                              |
|                  | Bod Trung tâm (Tạng)                                                         |
|                  |                                                                              |
|                  | Bod Đông (Bumthang)                                                          |
|                  |                                                                              |

|  | Bod Trung tâm (Tạng) |
|  |                      |
|  | Bod Đông (Bumthang)  |
|  |                      |

Nhóm ngôn ngữ Bod Đông là một trong những nhánh ít nghiên cứu nhất của ngữ hệ Hán-Tạng. Các ngôn ngữ được coi là thành viên của nhóm này bao gồm tiếng Bumthang, tiếng Tshangla, tiếng Dakpa, tiếng Zhangzhung, và có thể cả tiếng Zakhring.
Theo Shafer, nhóm Bod Đông là nhánh nguyên thủy nhất của nhóm ngôn ngữ Bod.
Đối với các nghiên cứu ngữ pháp của các ngôn ngữ Bod Đông, có Das Gupta (1968) và Lu (2002). Một số bài viết về tiếng Kurtöp bao gồm Hyslop (2008a, 2008b, 2009).